# Cacciamali TCI 9.72
LeCacciamali TCI 7.92 est un midibus urbain fabriqué par le constructeur italien Cacciamali à partir de 2002.

## Caractéristiques
Présenté en 2002, il repose sur le même châssis que l'IVECO 203E Europolis de 10 mètres. Il est équipé également du même moteur Iveco Cursor de 8 litres développant 290 Ch. 
Cette version "Midi" offre 37 places assises, 22 places debout plus 4 strapontins (en option), 1 place pour fauteuil handicapé et 1 place de service. L'accès pour fauteuil handicapé est favorisé par une plateforme inclinée extractible sous la porte centrale.
Ce véhicule de taille "midibus" est proposé en trois versions différentes par leurs motorisations :
- Diesel
- Hybride (2003)
- Electrique (2003)

La version hybride dispose d'un moteur électrique d'une puissance de 140 kW et d'un moteur thermique Fiat-IVECO Sofim 4 cylindres de 2,8 litres de cylindrée développant une puissance de 30 kW.
Les batteries sont de technologie Sodium/Nickel/Chlore 256 Ah pour la version électrique et de technologie Nickel/Cadmium de 85 Ah pour l'hybride.

## Commercialisation
Plusieurs exemplaires circulent en France à Lyon (Électrique), à Monaco et Sète (Diesel).